# Jaylon Smith
Pour les articles homonymes, voir Smith.
(en) Statistiques sur pro-football-reference
Jaylon Smith, né le 14 juin 1995 à Fort Wayne (Indiana), est un joueur américain de football américain. Il joue linebacker en National Football League (NFL).